# رحومة الصاري
رحومة بن محمد رحومة محمد الصاري (1866 - 1946 م).
من مواليد مدينة زليتن (ليبيا) وتوفي فيها.
أمضى حياته في ليبيا وارتحل إلى مصر والشام وعاش في الحجاز ثلاث سنوات.
تلقى علومه على علماء ليبيا، حيث حفظ القرآن، ثم سافر إلى المدينة المنورة لتوسيع معارفه.
درّس في المسجد النبوي، ثم عاد لبلده حيث عين قاضياً على زليتن، وقام بالتدريس في زاوية عبد السلام الأسمر، وكان فقيهاً.
كان نشطاً ضد الاستعمار الإيطالي في ليبيا، مما أدى إلى الحكم عليه بالسجن ثم هاجر إلى الحجاز.
من مؤلفاته «المقصد المحمود بذكر المسائل والحدود» و«شرح هداية الساعي على منظومة السجاعي» وله عدة قصائد منها «هلموا للجهاد», «فقري», «شُد الرحال», «يادهر مالك» و«خطب ألمّ».